# Rosa hirtissima
Rosa hirtissima es una especie de planta del género Rosa, de la familia Rosaceae.

## Taxonomía
Rosa hirtissima fue descrita por Lonacz. en 1912.

## Distribución
Se encuentra en el territorio de Turquía.